# Moskiewski Państwowy Uniwersytet Pedagogiczny
Moskiewski Państwowy Uniwersytet Pedagogiczny (ros. Федеральное государственное бюджетное образовательное учреждение высшего образования «Московский педагогический государственный университет») – rosyjska uczelnia państwowa w Moskwie.
W 1918 r. na bazie Kursów dla Kobiet (założonych w 1872) utworzono Drugi Moskiewski Uniwersytet Państwowy (ros. Второй Московский государственный университет, II МГУ). W 1930 r. Drugi MUP rozdzielono na trzy samodzielne uczelnie, jednym z nich był Moskiewski Państwowy Instytut Pedagogiczny (ros.  Московский государственный педагогический институт). W latach 1932–1938 Instytut nosił imię Andrieja Bubnowa, a w latach 1941–1997 – W.I. Lenina.
W 1990 r. Instytut otrzymał status uniwersytetu i dzisiejszą nazwę.
Uczelnia prowadzi studia na kierunkach nauk pedagogicznych wszystkich stopni, w tym doktoranckie. Jest główną uczelnią pedagogiczną w Rosji, wielodyscyplinarną, na której studiuje ponad 26 tysięcy studentów. Uniwersytet składa się z 10 instytutów i 15 wydziałów obejmujących wszystkie dziedziny – od fizyki po muzykę. Studenci mogą kontynuować naukę w ramach ponad 170 programów studiów licencjackich i ponad 160 programów studiów magisterskich.